# Amy Pascal
Amy Beth Pascal (Los Angeles, 25 de març de 1958) és una executiva i productora de cinema nord-americà. Va ser la presidenta de la taula directiva de Sony Pictures Entertainment (SPE), incloent Sony Pictures Television, des de 2006 fins a 2015.